# Grzegorz Wojtkowiak
Grzegorz Wojtkowiak ['ɡʒɛɡɔʃ vɔjt'kɔvi̯ak] (* 26. Januar 1984 in Kostrzyn nad Odrą, Polen) ist ein polnischer Fußballspieler.

## Vereinskarriere

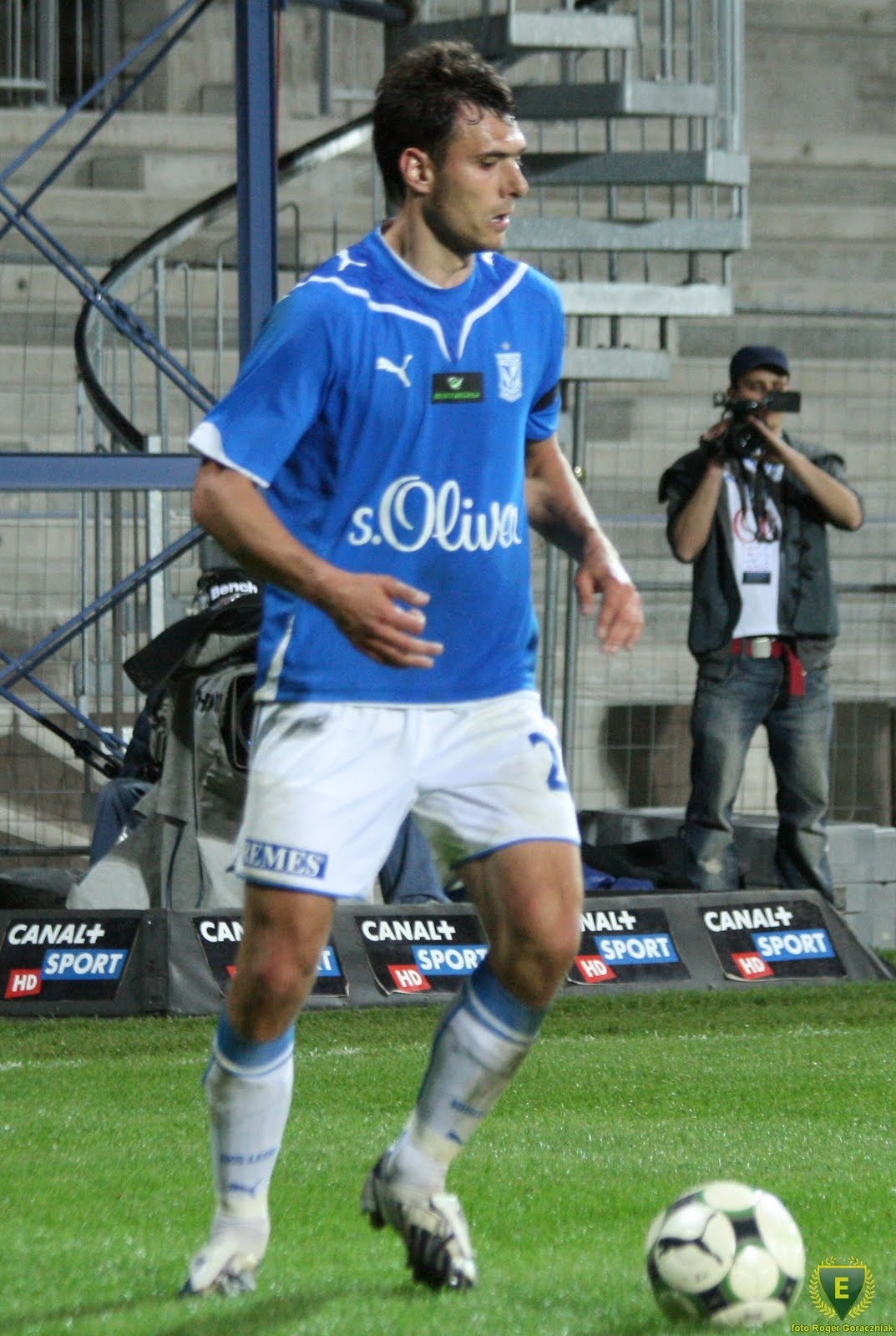
Grzegorz Wojtkowiak – 2010

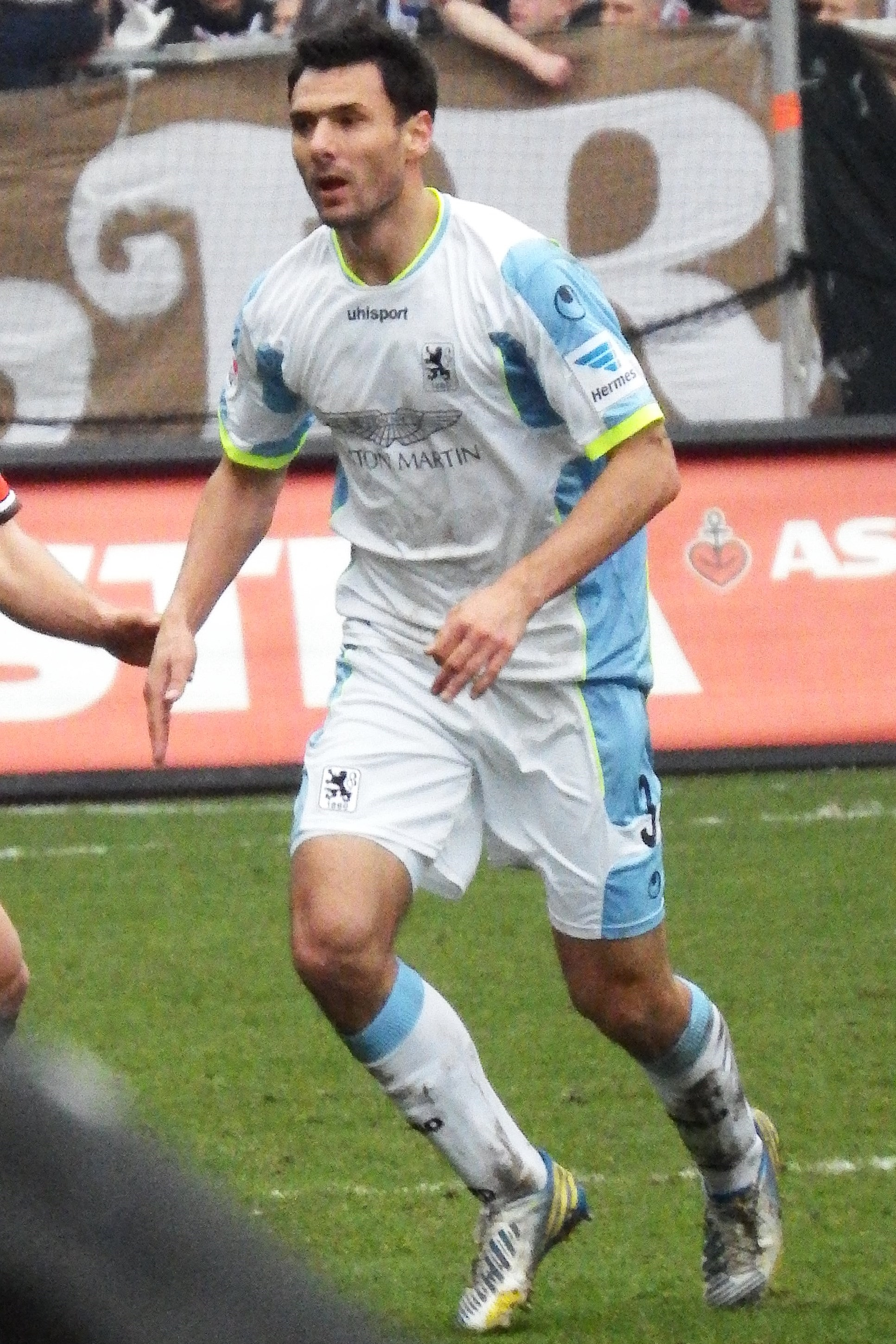
Grzegorz Wojtkowiak – 2013

Wojtkowiak begann seine Karriere in der Heimatstadt Küstrin bei Celuloza Kostrzyn. 2003 kam er zu seinen ersten Profiverein Amica Wronki. Nach drei Jahren bei Wronki kam er nach Fusion des Klubs mit Lech Posen zum zweitgenannten Verein. Bei Lech gab er sein internationales Debüt. Im UI-Cup 2006/07 spielte er beim Auswärtsspiel gegen den moldawischen Vertreter FC Tiraspol in der 2. Runde durch. Das Spiel in Tiraspol endete 0:1. 2008/09 kam er das erste Mal im UEFA-Cup zum Einsatz. Mit Lech Posen wurde er 2009 Pokalsieger und 2010 polnischer Meister. In der Qualifikation zur Champions League 2010/11 schied er mit Posen in der 3. Runde gegen Sparta Prag aus.
Zur Saison 2012/13 verpflichtete der deutsche Zweitligist TSV 1860 München Wojtkowiak. Er unterschrieb einen Dreijahresvertrag bis zum 30. Juni 2015 und wechselte ablösefrei.
Sein erstes Tor für die Münchener erzielte er direkt am 1. Spieltag gegen Jahn Regensburg, als er den Siegtreffer zum 1:0 markierte. Im weiteren Saisonverlauf kam er regelmäßig zum Einsatz.
Im Januar 2015 kehrte Wojtkowiak zurück nach Polen zu Lechia Gdańsk, wo er 2018 für die zweite Mannschaft eingeteilt wurde.
Zur Saison 2019/20 kehrte er auch nach Gdansk zurück, auch hier spielte er in der zweiten Mannschaft, bis er 2021 seine Karriere beendete.

## Nationalmannschaft
Sein Debüt für die polnische Fußballnationalmannschaft gab er am 10. September 2008 gegen San Marino. Wojtkowiak spielte in der Viererkette durch und Polen gewann 2:0.

## Erfolge
- Polnischer Pokalsieger (2009)
- Polnischer Supercupsieger (2010)
- Polnischer Meister (2010)